# Paratrixa pallida
Paratrixa pallida är en tvåvingeart som beskrevs av Louis-Paul Mesnil 1963. Paratrixa pallida ingår i släktet Paratrixa och familjen parasitflugor. Inga underarter finns listade i Catalogue of Life.